# Ochna gambleoides
Ochna gambleoides là một loài thực vật có hoa trong họ Ochnaceae. Loài này được N.Robson mô tả khoa học đầu tiên năm 1962.